# Рённберг, Ханна
Ханна Рённберг (1862—1946) — финская художница и писательница шведского происхождения.

## Биография
Родилась в Хямеэнлинне в 1862 году. Была дочерью Йохана Рённберга и Эвелин Софи Стенваль. В 1875—1881 годах обучалась в Школе рисования Финского художественного общества (ныне Академия изящных искусств), затем в 1881—1885 годах в Шведской Королевской академии свободных искусств в Стокгольме. Позже посещала курсы в Парижской Академии Жюлиана (1887—1889) и Академии Коларосси.

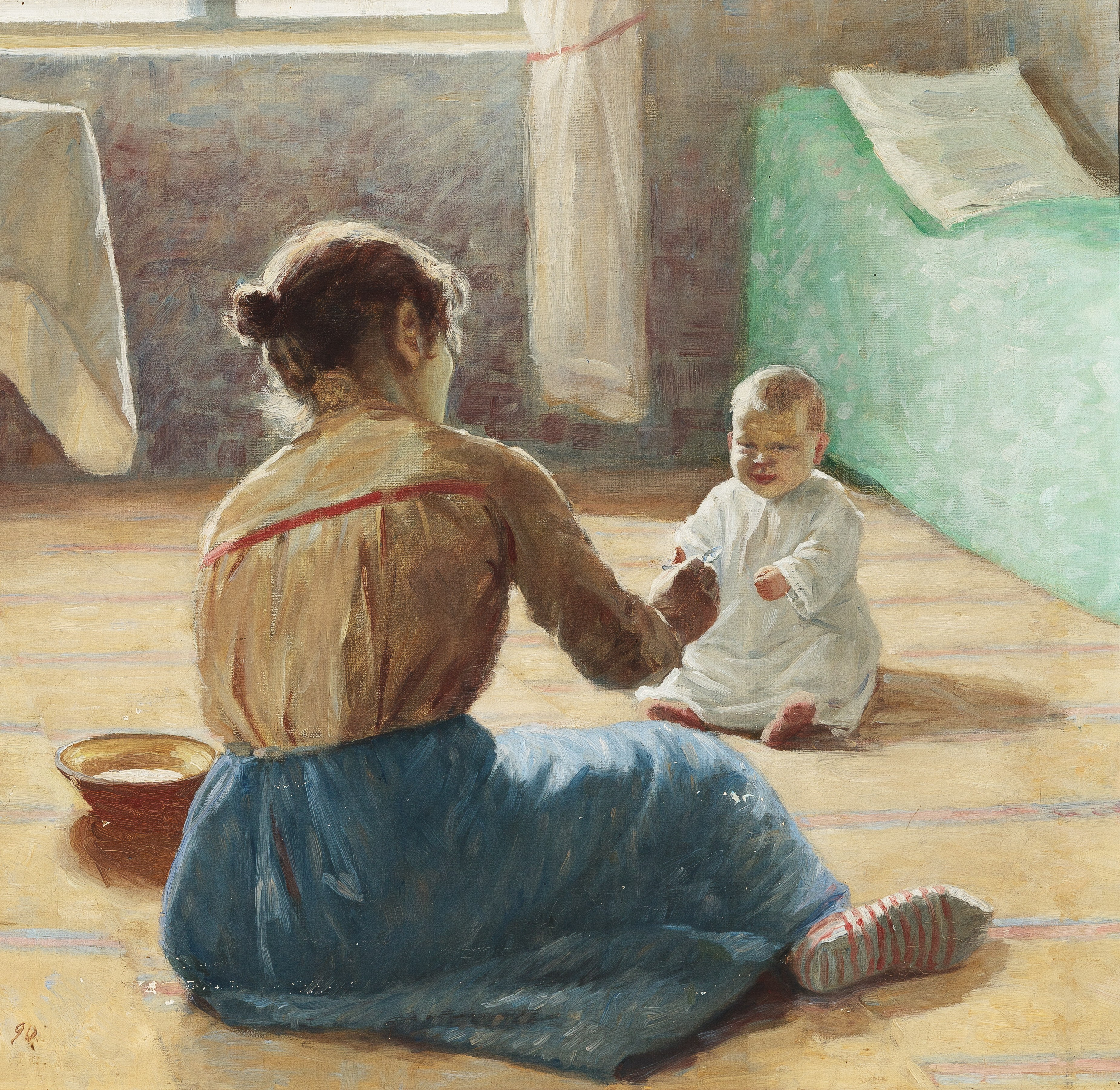
«Мать и дитя»

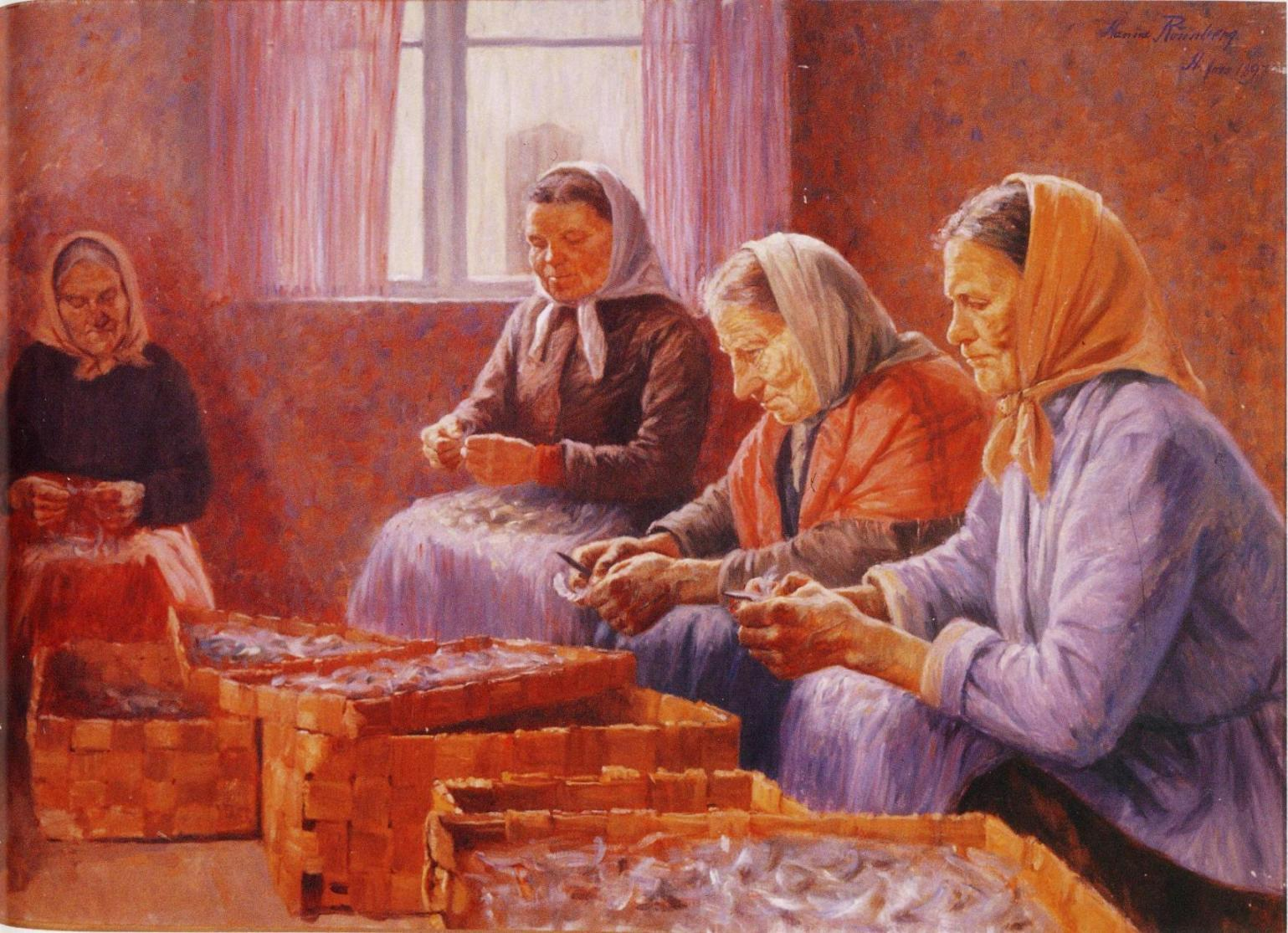
«За работой»

С 1886 года ежегодно посещала колонию художников Эннингебю, созданную Виктором Вестерхольмом. в 1888 году Эдвард Уэстман пригласил ее в Данию, где они встретились в Копенгагене. Вместе посетили датскую колонию художников в Скагене. Планировали пожениться, но это так и не произошло. Около 1890 года, некоторые её картины, созданные на пленэре, вдохновлённые полотнами в стиле французского реализма, добились успеха на выставках.
В 1932 году организовала персональную выставку своих картин.
В своём творчестве испытала влияние импрессионизма. Воспевала красоту и суровое величие родной скандинавской природы.
Интересовалась жизнью жителей Аландских островов, которую отразила в своих художественных и научно-популярных произведениях. Работала в шведской художественной колонии Önningebykolonin на Аландских островах вместе со своей подругой художницей Идой Гисико-Шперк.
С начала 1890-х годов Рённберг всё больше времени уделяла литературному творчеству, издавала сборники рассказов, в том числе «Från Ålands skär: sägner och historier» (1899) и «Brovaktens historier» (1904), отмеченных в 1905 году литературной премией Швеции. В 1938 году опубликовала воспоминания о колонии художников «Konstnärskolonien på Äland 1886—1914».
Похоронена на кладбище Кулосаари в Хельсинки.